# Charlotte Flair
Ashley Elizabeth Fliehr známější jako Charlotte Flair (* 5. dubna 1986, Charlotte) je americká profesionální zápasnice pracující ve společnosti WWE. Momentálně nezápasí kvůli zranění kolena.

## Život

### Mládí
Ashley Elizabeth Fliehr se narodila v Charlotte v Severní Karolíně 5. dubna 1986 Ricu Flairovi a jeho tehdejší manželce Elizabeth Harrell. Má starší nevlastní sestru Megan a staršího nevlastního bratra Davida, zatímco její mladší bratr Reid zemřel 29. března roku 2013. Fliehr během svého působení na střední škole v Providence vyhrála dva šampionáty NCHSAA 4 A-State ve volejbale a v letech 2004–2005 byla kapitánkou týmu a hráčkou roku. Navštěvovala Appalachian State University v Boone v Severní Karolíně, kde hrála volejbal v sezónách 2005 a 2006, než přestoupila na North Carolina State University, kde na jaře 2008 promovala s bakalářským titulem v oboru public relations a zároveň byla certifikovaným osobním trenérem, než se stala profesionální zápasnicí.

### Kariéra
Jako dítě se ojediněle objevovala ve společnosti WCW. Poprvé podepsala profesionální smlouvu v květnu 2012 se společnostní WWE, následně byla přeřazena do NXT. V tomto rosteru se dvakrát stala NXT Women's šampionkou a jednou WWE Divas šampionkou. Po přeřazení do WWE Raw se zde stala šampionkou a poté i ve SmackDownu. Koncem roku 2020 při týmování s Asukou se stali WWE Women's Tag Team šampionkama poté co porazili Niu Jax a Shaynu Baszler, tím se stala Grand Slam šampionkou, toto ocenění se uděluje zápasníkovi, který získá všechny tituly. V listopadu roku 2023 si při zápase roztrhla přední zkřížený vaz, poraněnila postranní vazy a meniskus. Od té doby nezápasí.

### Osobní život
Dne 5. září 2008 byla Flair v Chapel Hill v Severní Karolíně zatčena za napadení policisty po rvačce jejího tehdejšího přítele a jejího otce. Přiznala se k nižšímu obvinění a byla odsouzena ke 45 dnům vězení, které bylo sníženo na podmínku s dohledem a pokutu 200 dolarů.
Od května 2010 do února 2013 byla vdaná za Riki Johnsona. V Second Nature později odhalila, že údajně opustila Johnsona poté, co se několikrát stala obětí domácího napadení. V říjnu 2018 Johnson podal žalobu na Flair, jejího otce, autora Briana Shieldse a WWE za „pomlouvačné výroky“ v knize. Od roku 2013 do října 2015 byla vdaná za anglického zápasníka Thomase Latimera, známějšího jako Bram. V únoru 2019 začala chodit s mexickým zápasníkem Manuelem Andradem Oropezou, lépe známým jako Andrade. Pár se zasnoubil 1. ledna 2020 a svatbu měli 27. května 2022 v Mexiku.

## Filmografie
| Rok  | Název filmu      | Role             |
| ---- | ---------------- | ---------------- |
| 2017 | Psych: The Movie | Heather Rockrear |

## Úspěchy
- WWE
  - WWE (Raw) Women's Championship (6x)
  - WWE SmackDown Women's Championship (7x)
  - NXT Women's Championship (2x)
  - WWE Divas Championship (1x)
  - WWE Women's Tag Team Championship (1x) s Asukou
  - Triple Crown
  - Grand Slam
  - Royal Rumble (2020)